# Garbi znowu w trasie
Garbi znowu w trasie (ang. Herbie Rides Again) – amerykański film komediowo-familijno-przygodowy z 1974 roku w reżyserii Roberta Stevensona.
Film zarobił 38,2 mln dolarów w Stanach Zjednoczonych.

## Obsada
- Helen Hayes – pani Steinmetz
- Richard X. Slattery – komisarz
- Stefanie Powers – Nicole Harris
- Ken Berry – Willoughby Whitfield
- James Almanzar
- Iggie Wolfington – prawnik (niewymieniony w czołówce)
- Larry J. Blake (niewymieniony w czołówce)
- Hal Baylor
- Gail Bonney
- John Myhers – mówca w biurze Prezydenta w San Francisco[2]